# UH-301
UH-301 je lek i istraživačka hemikalija koja je u širokoj upotrebi u naučnim istraživanjima. On deluje kao selektivni antagonist  receptora. On je strukturno srodan sa 8-OH-DPAT.

## Literatura
1. 1 2  Björk L, Cornfield LJ, Nelson DL, Hillver SE, Andén NE, Lewander T, Hacksell U (1991). „Pharmacology of the novel 5-hydroxytryptamine1A receptor antagonist (S)-5-fluoro-8-hydroxy-2-(dipropylamino)tetralin: inhibition of (R)-8-hydroxy-2-(dipropylamino)tetralin-induced effects.”. J Pharmacol Exp Ther. 258 (1): 58—65. PMID 1830099.

## Spoljašnje veze
|  | Molimo Vas, obratite pažnju na važno upozorenje u vezi sa temama iz oblasti medicine (zdravlja). |